# AMS Device Manager
AMS Device Manager — программный комплекс для оперативного контроля за состоянием технологических активов предприятия, обеспечивает прогнозирующую диагностику, документирование, конфигурирование и калибровку полевых приборов и клапанов.
AMS Device Manager основан на открытых стандартах связи и является основным элементом цифровой промышленной архитектуры PlantWeb.

## Общее использование
AMS Device Manager используется в разных видах деятельности и отраслях промышленности: химической, пищевой, нефтегазовой, сжиженного природного газа, металлургии, добыче природных ископаемых, энергетике, целлюлозно-бумажной, нефтепереработке, водной промышленности и научной деятельности.
AMS Device Manager используется предприятиями для повышения надежности технологического процесса, производительности и качества изготавливаемой продукции, пропускной способности производственной линии и доступности при одновременном снижении затрат на техническое обслуживание, эксплуатацию, безопасность, охрану здоровья и окружающей среды, коммунальные услуги, энергоносители, а также снижении количества отходов, переделок и брака. .
Кроме того, AMS Device Manager облегчает быстрый возврат инвестиций на стадии запуска новых промышленных предприятий.

## Коммуникационные протоколы
AMS Device Manager поддерживает коммуникационные протоколы HART, Foundation Fieldbus, PROFIBUS DP и WirelessHART.